# Allgemeines deutsches Glossarium
Das Allgemeine deutsche Glossarium ist ein umfangreiches, 1740 begonnenes, aber erst 2021 gedrucktes Werk des Basler Professors Johann Jacob Spreng, der von 1699 bis 1768 lebte. Der Sprachwissenschaftler Heinrich Löffler hat es bei seinen Recherchen zu Sprengs Idioticon Rauracum, dem ältesten baseldeutschen Wörterbuch, wiederentdeckt. Es ist im Dezember 2021 erstmals in sieben Bänden als Druckwerk erschienen, auf rund 4500 zweispaltigen Seiten.

## Wörterbuchtypus
Vom Typus her ist Sprengs Glossarium ein etymologisches Wörterbuch und wissenschaftsgeschichtlich ein Vorläufer des Deutschen Wörterbuchs der Brüder Grimm. Spreng orientierte sich dabei an der Einteilung in G. W. Leibniz’ Unvorgreiflichen Gedanken (1717). Dieser hatte zwischen einem Lexikon der gebräuchlichen Wörter, dem «Sprachschatz» mit den Kunst- und Fachwörtern und eben dem «Glossarium» (oder «Sprachquell») unterschieden, der auch alte und ländliche Wörter (Dialekte) berücksichtigte sowie die gemeinsamen Verwandten Niederländisch, Dänisch, Norwegisch, Schwedisch und vor allem das Isländische, «bey welchen letztern sonderlich viel von unser uralten Sprach geblieben. Und das alles nicht nur aus der Gegenwartssprache, sondern auch was verlegen und abgangen, nehmlichen das Alt-Gothische, Alt-Sächsische und Alt-Fränckische».
Sprengs Wörterbuch besteht aus insgesamt 100 000 handschriftlichen Zetteln, wovon die meisten in 20 Buchbände eingeklebt sind. Es sollte zur Pflege der deutschen Schriftsprache dienen, welche das damals noch geläufige Latein als wissenschaftliche Sprache ablösen sollte. Wäre es gedruckt worden, wäre es nach der Aussage von Heinrich Löffler das umfangreichste deutsche Wörterbuch seiner Zeit geworden. Das Werk traf allerdings nicht auf ein genügendes kommerzielles Interesse.
Spreng markierte Wörter, deren Verwendung zwecks Bereicherung der Sprache empfohlen sei, mit Sternchen. Bei sehr vielen handelt es sich um Begriffe und Wendungen, die zu Sprengs Zeiten bereits in Vergessenheit gerieten, als auch um Wörter, die noch nicht im Allgemeingebrauch standen. Beispiele dafür sind Hagelschlag und Handstreich.

## Beispiele
Alle Beispiele stammen aus dem Sprachspiegel 3/2018, siehe Literaturangabe unten.
Haÿe, *Haÿfisch, ein furchtbarer Seewolf. Jsl. Haakal, von hacka, avide & ictibus more canino vorare. Franz. Requiem. Engl. the white Shark. Lat. galeus piscis, hinnulus. Jn den westlichen Jnseln von Schottland nennet man die grossen Haÿen, welche Zween bis Dreÿ Faden lang werden sollen, Seths, die kleinern aber Sillucks. Dise Letstern pflegen die Norweger Haakäringe oder Hakierlinge zu nennen. (Anderson.)
Haÿe wird auch ein Seeraüber genennt; pirata, praedo marinus.
haÿen, hägen, einen Hag führen. Der Hofmann sol den hof, die hofreÿte vnd den vmbegriff zuo ring vmb befriden, mit guoten zeunen halten vnd haÿen, thor vnd thüren beschlössig halten. (Zwengel Bl. 57. b.) s. heihen.
Als Beispiel für einen sogenannten Leseartikel jenen über die Helvetier:
Helvetii, eine gallische Völkerschaft, die heutzutage unter dem Namen der Schweizer und Eidgenossen bekannt ist und ehmals nach Cäsars Beschreibung für ihre Mänge und den Ruhm ihrer Tapferkeit gar zu enge, näml., zwischen den Jurten, dem Reine, dem Genfersee und den Alpen, eingeschlossen gewesen, nach dem Berichte des Tacitus aber sich eine Strecke in Germanien bis an an Maÿn mit den Waffen unterwürfig gemacht hatte, welche Eroberungen sie jedoch, nachdem sie unter die römische Herrschaft gerathen, wiederum verlassen müssen. Cäsar meldet von ihnen, dass sie in Vier Pagos oder Kantone abgeteilt gewesen, deren aber nennet er nur Zween, näml. den Zürcher- und Oberkanton, wozu man noch die Zween andern, näml. die Kantone der Ambroner und Zuger, aus dem Plutarch und Strabo herbeÿ suchen musß. Jhr Namen scheinet aus dem Kelt. Hel, pugna, bellum, und Wett oder Gwald, foedus, zusammengesetzt seÿn, und so viel als Kriegsverbündete, und helvetia eigentlich kein Land, sonderlich eine Eidgenossenschaft zu bedeuten. Je nachdem sich denn die Zahl ihrer Eidsgenossen minderte oder vermehrte, ja minder oder mehr, mögen sich auch die zu Helvetien gerechneten Länder ausgedehnt haben.

## Edition
- Allgemeines deutsches Glossarium. Historisch-etymologisches Wörterbuch der deutschen Sprache. Hrsg. von Heinrich Löffler. 7 Bände. Schwabe, Basel 2021, ISBN 978-3-7965-4323-4.